# Goodenia lasiophylla
Goodenia lasiophylla är en tvåhjärtbladig växtart som beskrevs av Kurt Krause. Goodenia lasiophylla ingår i släktet Goodenia och familjen Goodeniaceae. Inga underarter finns listade i Catalogue of Life.